# Zemplénróna
Zemplénróna (1899-ig Rovna, szlovákul: Rovné) község Szlovákiában, az Eperjesi kerület Homonnai járásában.

## Fekvése
Homonnától 10 km-re északkeletre, az Udva-patak bal partján fekszik.

## Története
A települést 1400 körül alapították soltész általi betelepítéssel a homonnai uradalom területén. Első írásos említése 1543-ból származik. A Drugeth család birtoka volt, majd kihalásuk után a Csákyak és az Andrássyak tulajdonában találjuk. 1600-ban a bíró házán kívül 9 háztartása volt. Később lakosságának száma növekedett. 1715-ben 13, 1720-ban 8 adózó háztartással rendelkezett.
A 18. század végén Vályi András így ír róla: „ROVNA. Tót falu Zemplén Várm. földes Ura Gr. Csáky Uraság, lakosai katolikusok, fekszik n. k. Felső Körtvélyeshez 2/4, d. Cziróka hoszszú mezőhöz 3/4, n. ny. Udvához 3/4 órányira; határja 3 nyomásbéli, gabonát, és zabot középszerűen, árpát, és búzát tsekélyen terem; erdeje kevés; itten az Uraságnak szép majorsága van; piatzok Homonnán 1 1/4 órányira.”
1828-ban 54 házában 403 lakos élt.
Fényes Elek 1851-ben kiadott geográfiai szótárában így ír a faluról: „Rovna, tót falu, Zemplén vmegyében, Körtvélyes fil., 405 r. kath., 5 zsidó lak. Szántófölde 649 hold. Erdeje van. F. u. gr. Csáky. Ut. p. N.-Mihály.”
Borovszky Samu monográfiasorozatának Zemplén vármegyét tárgyaló része szerint: „Zemplénróna, azelőtt Rovna, tót kisközség 69 házzal és 400 róm. kath. vallású lakossal. Postája és vasúti állomása Udva, legközelebbi távírója Homonna. A homonnai uradalomhoz tartozott, de a XVII. század végén Putnoky Jánost is egy itteni részbirtokba iktatták. Azután a gróf Csákyak, s ezek révén az Andrássyak lettek a földesurai. Most gróf Andrássy Géza birtoka, kinek itt romladozó, régi kastélya is van. Érdekes tudni, hogy Trefort Ágoston és Eötvös József báró itt gondolták ki és innen adták közforgalomba a „róna” szót. Római katholikus temploma 1853-ban épült.”
1920 előtt Zemplén vármegye Homonnai járásához tartozott.

## Népessége
| Év:            | 1994. | 2004.   | 2014.   | 2024.   |
| -------------- | ----- | ------- | ------- | ------- |
| Emberek száma: | 490   | 472     | 446     | 462     |
| Eltérés:       |       | -3,67 % | -5,50 % | +3,58 % |

| Év:            | 2023. | 2024.   |
| -------------- | ----- | ------- |
| Emberek száma: | 465   | 462     |
| Eltérés:       |       | -0,64 % |

1910-ben 400, túlnyomórészt szlovák lakosa volt.
2001-ben 511 lakosából 970 szlovák, 95 ruszin és 35 cigány volt.
2011-ben 464 lakosából 402 szlovák és 47 cigány.

## Nevezetességei
Római katolikus temploma 1853-ban épült.